# Pous de glaç de Can Gurri
Els Pous de glaç de Can Gurri són una obra de Lliçà de Vall (Vallès Oriental) inclosa a l'Inventari del Patrimoni Arquitectònic de Catalunya.

## Història
La construcció de la masia de Can Gurri és probable que es realitzés a finals del segle xvi, ja que la data de 1594 consta en la porta d'entrada al pati.
La primera cita dels Pous de Glaç de Lliçà de Vall es documenta l'any 1765 on s'esmenten el pou de Can Coll i els dos de la verneda de Can Gurri o d'en Barrera, fent referència al notari Salvador Barrera que era l'arrendatari dels dos pous de Can Gurri.
Els pous de glaç de Can Gurri estan situats a la masia del mateix nom de la Marineta.

## Descripció
A prop de la masia de Can Gurri, a uns 200 metres aproximadament, i a mà dreta, hi ha dues edificacions, una al costat de l'altra.
Són construccions de pedra, de planta rodona i una alçada arran de terra de 2 metres. Tenen dues petites entrades, una enfront de l'altra; la part superior està coberta per teules i pedres, amb el pas del temps s'ha cobert de terra i herbes.
Totes dues construccions tenen una amplada màxima de 10 metres i una profunditat de 5. Una d'aquestes edificacions es troba ben conservada, però de l'altra només resta part dels murs i s'ha perdut la coberta.
Els dous pous es comuniquen per un petit passadís. El pou que s'ha conservat i que ara es pot visitar, és el més gran. Té un perímetre de 35 metres, una profunditat de 9 metres. Se li calcula una capacitat de 1500 càrregues de gel. El pou més petit està ubicat al costat sud del gran.
A Lliçà de Vall el procediment per aconseguir el gel consistia en desviar un corrent d'aigua del riu Tenes fins a unes basses construïdes per acumular l'aigua. Les baixes temperatures provocaven que l'aigua estancada esdevingués el glaç que s'acabaria venent algun dia a Barcelona.

## Com s'hi treballava als pous?
La producció de glaç es feia a les basses construïdes prop dels pous o amb l'aigua que s'embassava al costat mateix de torrents i rieres. Un cop aconseguit un gruix de glaç de 20 a 30 centímetres, es serrava seguint la forma d'uns motlles i així s'obtenien blocs regulars (pans) que es disposaven en capes separades per palla o boll.
Un cop el pou estava ple, es tancaven les obertures tant hermèticament com era possible. El temps d'empouar depenia de la meteorologia durant el temps de fred que l'aigua es glaçava. La temporada de desempouar anava de juny a setembre i en funció de la demanda, però s'acabaria ampliant pràcticament tot l'any. Després de treure els pans calia transportar-los als centres de distribució. La majoria d'aquests pous es trobaven a la muntanya i, per tant, prop de camins on no era fàcil que hi passés un carro. Però no tots els pous estaven situats en llocs poc accessibles, per exemple els de Lliçà de Vall són d'accés planer i propers a Barcelona i això els dona un valor diferencial.

## La Festa del Glaç de Lliçà de Vall
Es tracta d'una festa popular que a través de la creació comunitària i participació ciutadana, posa en valor els pous de glaç com a element patrimonial del municipi. Creant així una imatge de prestigi per un poble que, tot i no tenir-la negativa, s'identifica massa amb la indústria i no reconeix altres possibles motors com els pasatgístics, culturals o socials.
La festa gira al voltant dels Pous de Can Gurri i compta amb un mercat de pagès, una fira d'artesans i un seguit d'activitats vinculades al món rural de Lliçà de Vall, com l'exposició "Imatges pel record", que cada any es dedica a un fet històric o un lloc emblemàtic del municipi. es fan passejades en carro, mostres de treballs artesanals, tallers, jocs tradicionals...
A partir d'aquest projecte, no només s'han restaurat els pous, sinó que s'ha donat a conèixer una part important de la història i la vida de Lliçà de Vall.
Cal dir que el plat fort de la festa és la representació itinerant "El carro de gel: crònica del darrer viatge de l'any". Aquesta representació incorpora artistes locals, voluntaris del poble, i diverses entitats, a més de comptar amb creadors i artistes professionals.